# ديبي لي كارينغتون
ديبي لي كارينغتون (بالإنجليزية: Debbie Lee Carrington )‏ (و. 1959 – 2018 م) هي ممثلة تلفزيونية، وممثلة أفلام، ومؤدي مشاهد خطيرة أمريكية، ولدت في سان خوسيه، كاليفورنيا، بدأت مشوارها المهني سنة 1981، توفيت في بليسانتون، ألاميدا، كاليفورنيا، عن عمر يناهز 59 عاماً.

## التعليم
تعلمت في جامعة كاليفورنيا، دافيس.

## وصلات خارجية
- ديبي لي كارينغتون على موقع IMDb (الإنجليزية)
- ديبي لي كارينغتون على موقع روتن توميتوز (الإنجليزية)
- ديبي لي كارينغتون على موقع ألو سيني (الفرنسية)
- ديبي لي كارينغتون على موقع أول موفي (الإنجليزية)
- ديبي لي كارينغتون على موقع قاعدة بيانات الفيلم (الإنجليزية)
- ديبي لي كارينغتون على موقع كينوبويسك (الروسية)